# Фра Бартоломео
Фра Бартоломео (итал. Fra Bartolomeo, полное имя — Фра Бартоломео ди Сан-Марко (итал. Fra Bartolomeo di San-Marco), иначе Баччо делла Порта (итал. Baccio della Porta); 28 марта 1472, Софиньяно (Прато), Тоскана — 31 октября 1517, Пиан-ди-Муньоне, Фьезоле) — итальянский живописец, один из главных представителей маньеризма флорентийской школы.

## Биография
Бартоломео ди Паоло, позднее известный как Баччо делла Порта, родился в Софиньяно близ Прато в Тоскане. Его отец Паоло ди Якопо (? —1487) был родом из Генуи, в 1476 году переехал во Флоренцию и поселился недалеко от ворот («порта») Сан-Пьер-Гаттолини (la porta di San Pier Gattolini). По месту нахождения дома сына и прозвали «Баччо (флорентийское уменьшительное от Бартоломео) делла Порта». Паоло, заметив художественные способности сына, по совету Бенедетто да Майано отдал двенадцатилетнего Бартоломео в 1484 году учиться профессии художника в мастерскую Козимо Росселли. Его соучениками были Пьеро ди Козимо, Андреа Фельтрини, Мариотто Альбертинелли. Но около 1490 года он покинул учителя и вместе с Альбертинелли открыл собственную мастерскую.
В 1496 году под впечатлением от проповедей Джироламо Савонаролы он стал «нытиком» (piagnone), дважды участвовал в так называемом «сожжении тщеславия» (bruciamento delle vanità), которое проводилось на площади Синьории в 1496 и 1497 годах, уничтожая произведения искусства светского характера. Созданный им портрет Савонаролы в Сан-Марко, вероятно, также датируется 1497 годом. Тем не менее в 1494 году он возобновил свою работу с Альбертинелли. Но в 1500 году он стал монахом доминиканского монастыря Сан-Марко во Флоренции и на несколько лет отказался от искусства. В 1504 году по просьбе фра Луккезе Санти Паньини, позднее настоятеля монастыря, Бартоломео вернулся к живописи.
Положительное влияние оказал на фра Бартоломео молодой Рафаэль, прибывший в 1504 году во Флоренцию. В свою очередь Рафаэль познакомился с творческим опытом значительно более зрелого фра Бартоломео, в особенности в отношении колорита. Оба мастера до конца жизни были связаны узами тесной дружбы.
Для формирования нового живописного стиля Бартоломео имело значение короткое путешествие в 1508 году в Венецию. Его привлекала слава великих венецианских живописцев того времени. В 1514 году он отправился в Рим, чтобы увидеть новые работы Микеланджело и Рафаэля. Он был настолько впечатлен результатами, достигнутыми этими художниками, что потерял уверенность в себе и спешно вернулся во Флоренцию.
В 1514 году Фра Бартоломео заболел малярией в Риме и провёл последние месяцы своей жизни в монастыре Святой Магдалины в Пиан-ди-Муньоне, обители доминиканцев Сан-Марко во Фьезоле близ Флоренции, и, вероятно, умер там же 6 октября 1517 года.

## Творчество
На творчество фра Бартоломео кроме Рафаэля и Микеланджело оказали влияние Андреа Верроккьо и Леонардо да Винчи. В частности, Г. Ф. Вааген считал, что фра Бартоломео в своих работах испытал сильное влияние школы Леонардо да Винчи. Бартоломео использовал, по утверждению Джорджо Вазари, найденные Леонардо приёмы лессировок и сфумато: он готовил фон картины в тёмных тонах, а затем лессировал прозрачными красками. Однако, в отличие от Леонардо, он использовал этот приём не для создания «воздушной перспективы» дальнего плана, а напротив, для придания, согласно идеалам флорентийской школы, рельефности, качеств «осязательности» тональной моделировки выступающих частей формы. Отчасти такой метод сыграл с художником злую шутку, им объясняют преждевременное почернение красочного слоя многих его картин.
Фра Бартоломео называли «Вторым Рафаэлем». Стиль, созданный этим художником, мужественный, лаконичный и монументальный, в духе католического идеализма алтарных картин, предвещал эпоху барокко, но у самого художника «слишком часто вырождался в холодные, академичные произведения». Выдающийся знаток и мастер знаточеской атрибуции картин Бернард Беренсон писал, что «в представлении многих фра Бартоломео олицетворяет в живописи лишь помпезность, и известен главным образом своими огромными, не интересными изображениями пророков и апостолов или чёрными, как смоль, алтарными картинами; всё это можно рассматривать как возмездие за пристрастие к чрезмерной рельефности форм».
Во Флоренции находится большая часть работ художника, главным образом в галерее Палаццо Питти, в частности «Святой Марк» и «Воскресение». Обе картины отличаются возвышенностью замысла. Во флорентийской академии хранятся фрески фра Бартоломео, в Лукке находится его «Мадонна Милосердная» (Madonna della Misericordiа), в Безансоне другая, не менее замечательная по исполнению, «Мадонна», и, наконец, в Вене, в Бельведере, хранится одно из лучших его произведений — «Введение Марии в храм». Одна из поздних его работ, «Мадонна с Младенцем и четырьмя ангелами», имеется в собрании Государственного Эрмитажа в Санкт-Петербурге.

## Галерея

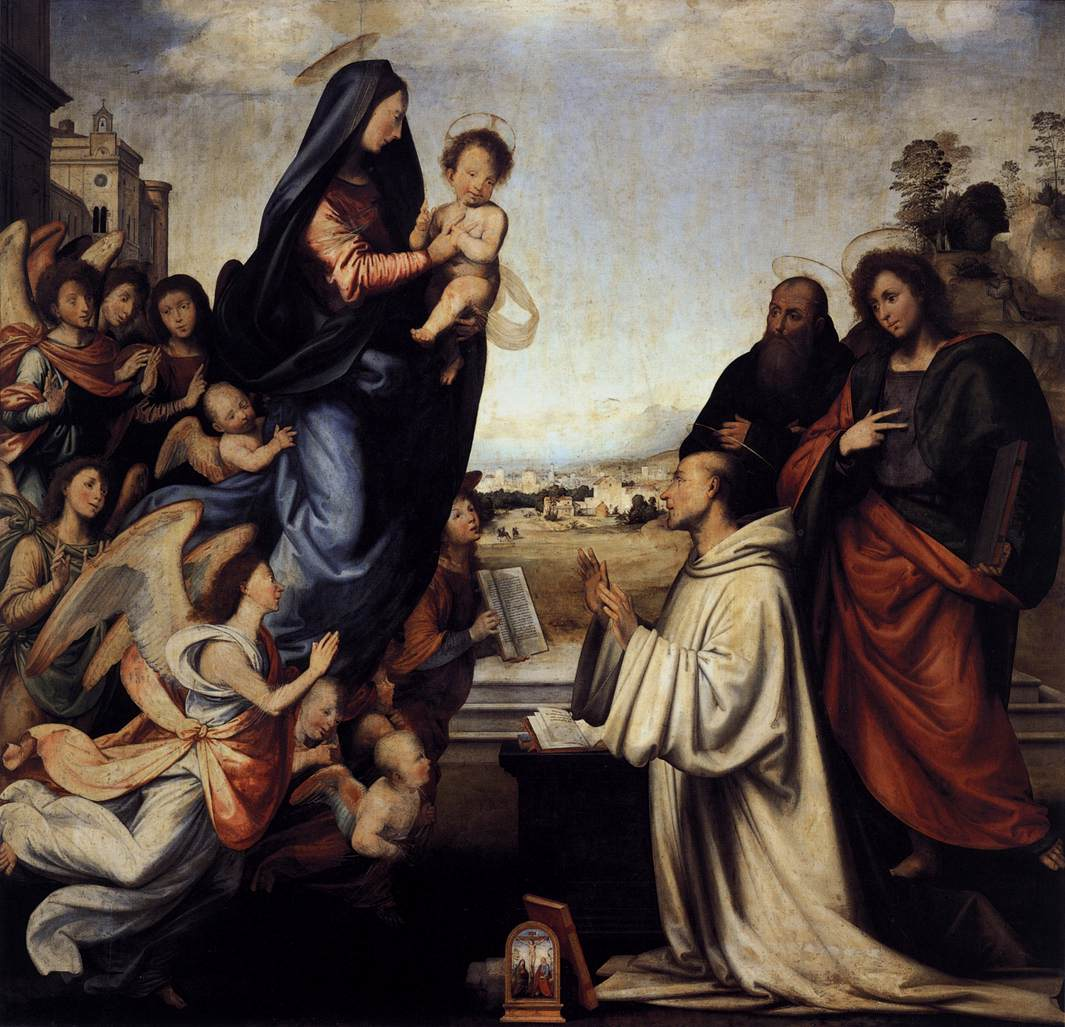
Видение Святого Бернара со святыми Бенедиктом и Иоанном Евангелистом. 1504. Дерево, масло. Уффици, Флоренция
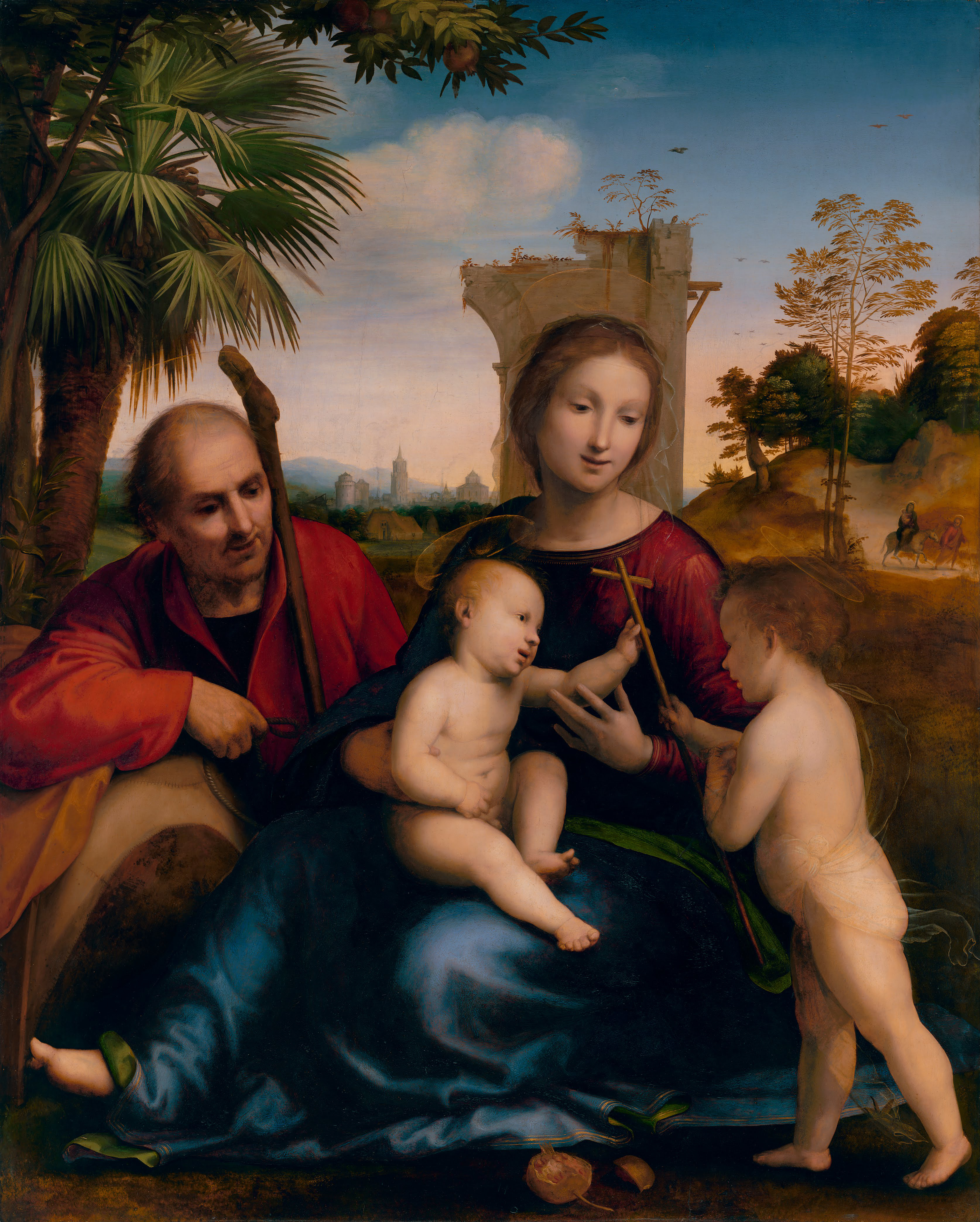
Отдых на пути в Египет со святым Иоанном Крестителем. Ок. 1509. Дерево, масло. Центр Гетти, Лос-Анджелес
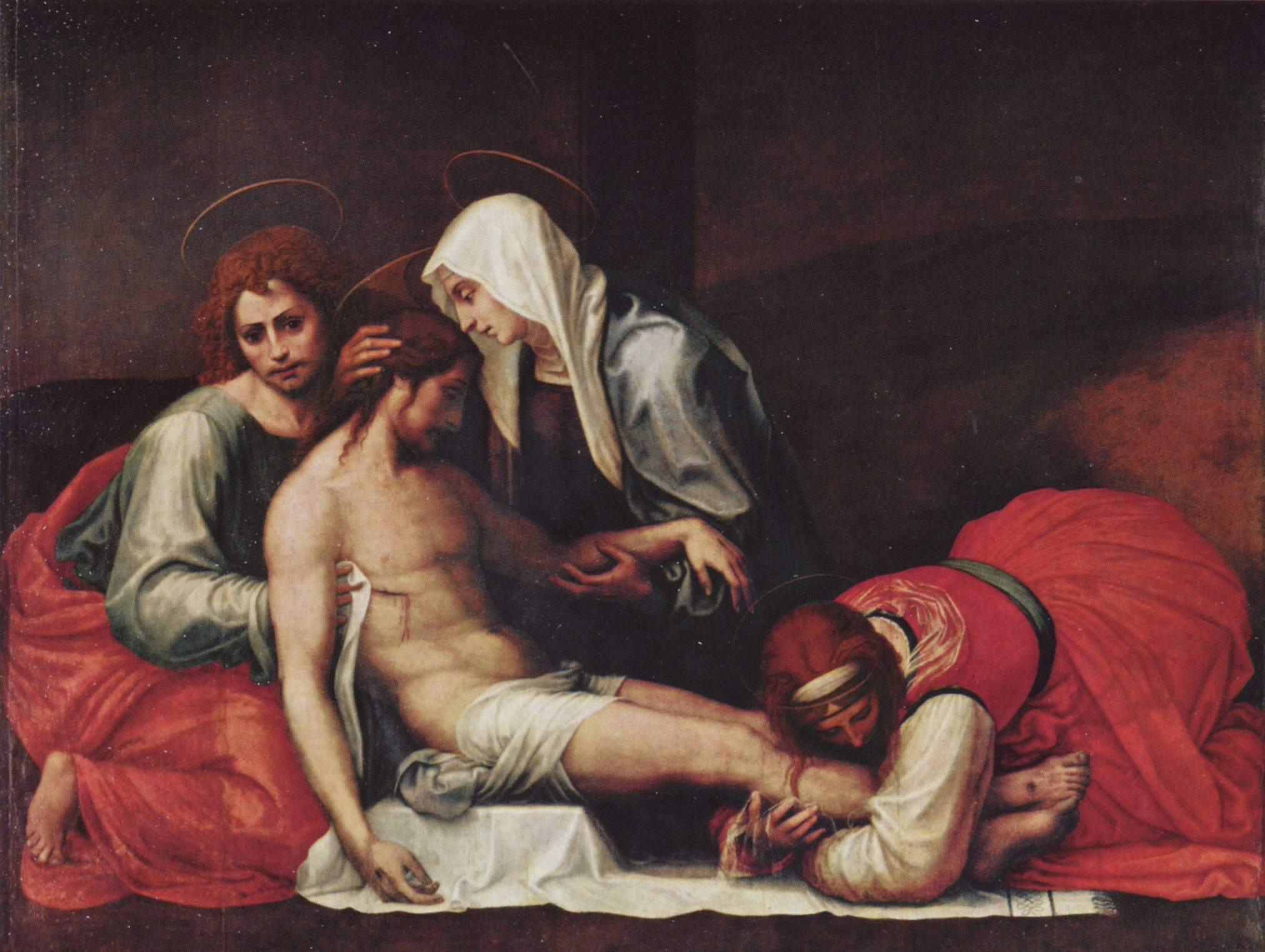
Положение во гроб. 1516. Дерево, темпера. Палаццо Питти, Флоренция
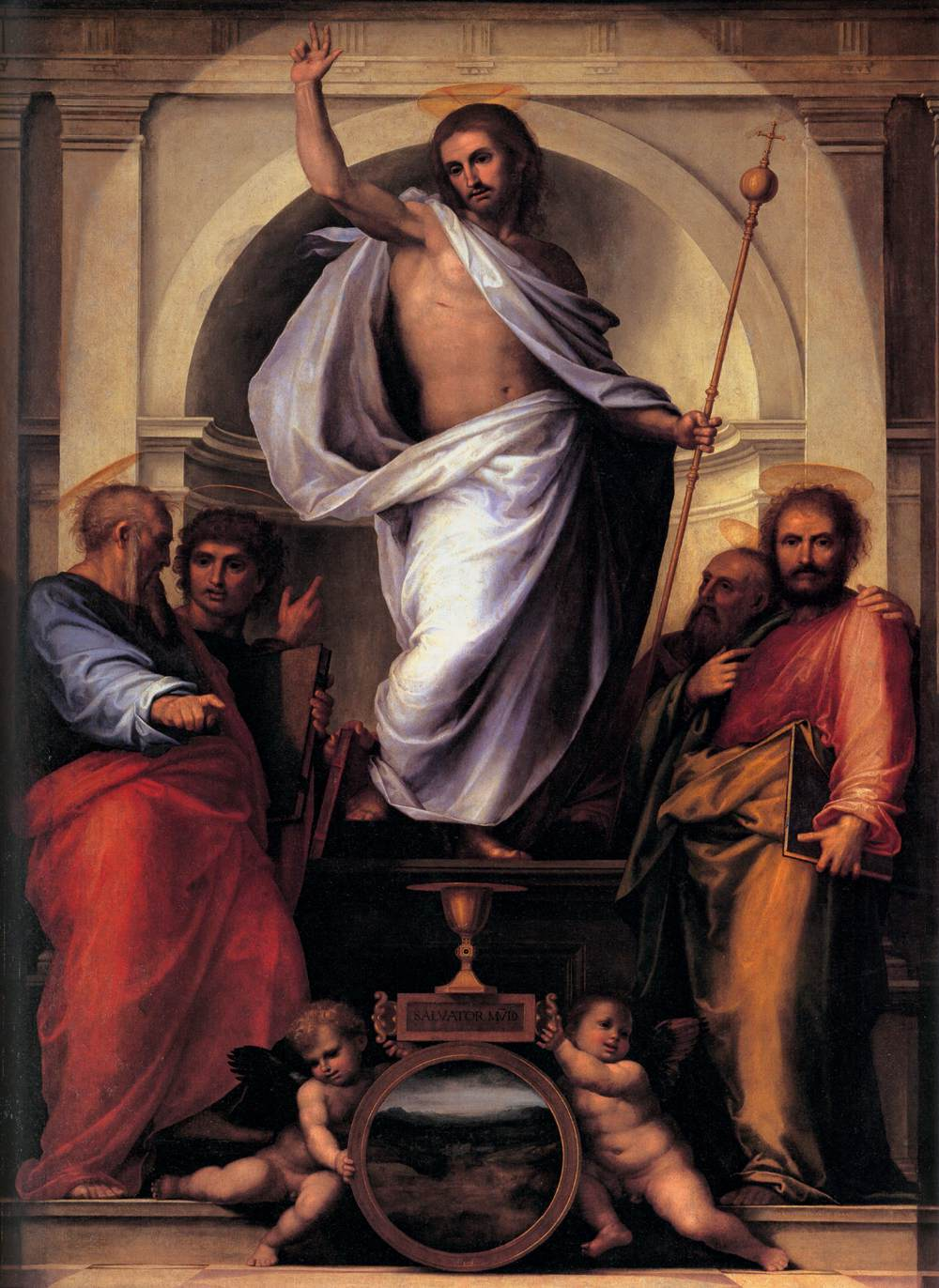
Христос с четырьмя евангелистами (Спаситель мира). 1516. Холст, масло. Палаццо Питти, Флоренция
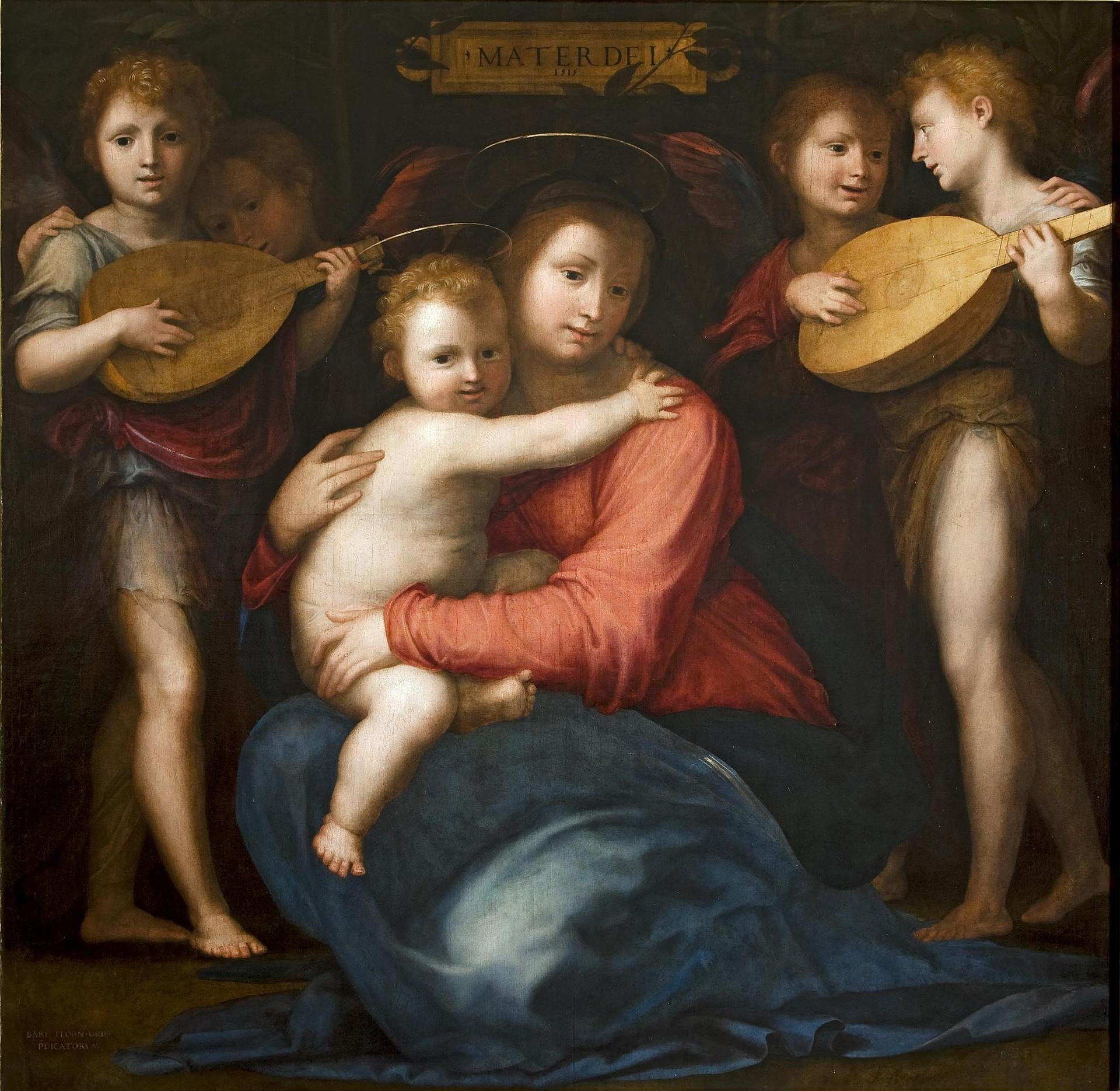
Мадонна с Младенцем и четырьмя ангелами. 1515. Холст, темпера (переведена с дерева). Государственный Эрмитаж, Санкт-Петербург